# Haardtrand – In der Rüstergewann
Das Naturschutzgebiet (NSG) Haardtrand – In der Rüstergewann liegt auf dem Gebiet der Kreisstadt Bad Dürkheim im Landkreis Bad Dürkheim in Rheinland-Pfalz.
Das etwa 44,0 ha große Gebiet, das seit 1989 unter Naturschutz steht, erstreckt sich westlich direkt anschließend an den Bad Dürkheimer Ortsteil Leistadt. Östlich des Gebietes verlaufen die Landesstraße L 517 und die B 271, südöstlich die Kreisstraße K 4 und südlich die K 31. Nordöstlich erstreckt sich das 50 ha große NSG Felsenberg-Berntal.
Als Schutzzweck wird „die Erhaltung und Entwicklung eines durch ein vielfältiges Nutzungsmuster aus Rebflächen unterschiedlicher Bewirtschaftungsintensität, Obstgrundstücken, Gebüsch- und Saumbiotopen, Wald- und Waldrandflächen, Trockenmauern und Weinbergsterrassen charakterisierten Gebiets“ angegeben.